# Eduard Feer
Eduard Albert Feer (* 15. November 1894 in Basel; † 18. September 1983 in Olivos, Provinz Buenos Aires) war ein Schweizer Diplomat.

## Leben und Wirken
In seiner Jugend besuchte Feer das Gymnasium in Basel. Anschließend studierte er Staats- und Wirtschaftswissenschaften an den Universitäten Heidelberg und Zürich, wo er 1917 zum Dr. promovierte.
Nach dem Ende seiner Studien trat Feer in den diplomatischen Dienst seines Landes ein: Eine erste Stellung erhielt er in der Handelsabteilung des eidgenössischen Volkswirtschaftsdepartements in Bern. Später wechselte er ins politische Department. 1925 wurde er als Handelsattaché an die Schweizer Gesandtschaft in Berlin geschickt, wo er bis 1936 tätig blieb. In dieser Zeit wurde er zum Gesandtschafts- und Legationsrat befördert.
1936 wurde Feer als Handelsattaché zur Schweizer Gesandtschaft in Washington, D.C. versetzt. Anschließend kam er bis 1949 als Gesandter der Schweiz in Argentinien, Paraguay und Uruguay nach Südamerika. Im Dezember 1950 war er in Brasilien stationiert.
Im Oktober 1954 wurde Feer zum Gesandten der Eidgenossenschaft in Griechenland ernannt.

## Schriften
- Die Ausfuhrpolitik der deutschen Eisenkartelle und ihre Wirkungen in der Schweiz, 1918.